# Louis-Ovide Brunet
Pour les articles homonymes, voir Brunet.
Louis-Ovide Brunet (10 mars 1826 - 2 octobre 1876) est un botaniste canadien-français et un prêtre catholique. Il est considéré comme l'un des pères fondateurs de la botanique canadienne.

## Biographie
Brunet est né à Québec le 10 mars 1826, de Jean-Olivier Brunet, marchand, et de Cécile-Adélaide Lagueux. À partir de 1844, il est élève du séminaire de Québec avant d'être ordonné prêtre le 10 octobre 1848.
Pendant les dix années suivantes, il est employé en tant que missionnaire, curé et prêtre de paroisse. Il est successivement : vicaire à la cathédrale de Québec (1848-1849) ; curé de Valcartier (1849-1850); vicaire à Saint-Joseph-de-Lévis (1850-1851) ; missionnaire à la Grosse-Île (1851-1853) ; vicaire encore à la cathédrale de Québec (1853), à Sainte-Anne-de-la-Pérade (1853), à Lévis (1853-1854) et curé de Saint-Lambert-de-Lévis (1854-1858).
De 1858 à 1861, il est professeur de botanique au séminaire de Québec (1858-1861). Après le départ de son ancien mentor, l'Abbé Edward John Horan tout juste consacré évêque de Kingston, il est nommé professeur de science à son séminaire — devenu l'Université Laval par la charte royale de la reine Victoria (1852). Il y enseigne de 1863 à 1871 et crée le musée botanique de cette institution.
À la suite de la démission du minéralogiste Thomas Sterry Hunt, Brunet lui succède à la chaire d'histoire naturelle. 
Son expertise de botaniste lui permet de développer ses recherches en Ontario et au Québec, tout comme ses deux années passées en Europe, en 1861 et 1862, à visiter les herbariums et à donner des cours magistraux à la Sorbonne, au Jardin des Plantes et au Muséum national d'histoire naturelle à Paris. Il se rend également à Londres, Kew, Düsseldorf, Utrecht, Amsterdam, Leyde, Rotterdam, Nantes et Angers.
En plus de ses expéditions d'herborisation au Haut et au Bas-Canada et de ses cours, il travaille à un projet de jardin botanique à Québec de 1861 à 1870, qui ne se réalise toutefois pas. 
Il tient une correspondance avec le botaniste américain Asa Gray, qui l'encourage à entreprendre une enquête sur la flore canadienne. Ce travail, commencé en 1860 et contenant plus de 582 pages, ne fut jamais publié, probablement en raison du succès de son rival Léon Provancher en 1862.
En 1870, il publie son premier grand ouvrage botanique, Éléments de botanique et de physiologie végétale, suivis d’une petite flore simple et facile pour aider à découvrir les noms des plantes les plus communes au Canada. Mais le succès lui échappe encore et comme sa santé décline, il prend sa retraite à l'âge de 44 ans auprès de sa mère et de sa sœur.
Il meurt à Québec le 2 octobre 1876 à l'âge de 50 ans. Il a à ce moment constitué un herbier de plus de 10 000 plantes étiquetées et classées.
Une réserve écologique située au sud du Lac-St-Jean porte son nom : la réserve Louis-Ovide-Brunet.